# Terremoto del Molise del 1805
Il terremoto del 26 luglio 1805 interessò gran parte dell'Italia centro-meridionale e in particolare il territorio dell'allora Provincia del Contado di Molise, con epicentro localizzato nella zona del Matese; secondo i resoconti dell'epoca il numero complessivo delle vittime avrebbe di molto superato le 5.000 unità. 
Come ricordato da Mario Baratta, la principale fonte di informazione su questo episodio sismico è costituita dalla Memoria sul tremuoto de' 26 luglio del corrente anno 1805 di Giuseppe Saverio Poli. Un ulteriore resoconto dell'evento viene fornito da Pietro Colletta nella Storia del Reame di Napoli.

## Descrizione
(Giuseppe Saverio Poli, Memoria sul tremuoto de' 26 luglio del corrente anno 1805)
Questo terremoto colpì una vasta area dell'Italia centro-meridionale ed ebbe effetti distruttivi nel territorio del Sannio, in particolare sui comuni situati sulle falde orientali del Matese.
Secondo la ricostruzione di Baratta, l'area dell'epicentro andrebbe individuata nella vallata circostante la città di Boiano, in un territorio compreso fra i comuni di Carpinone, Frosolone, Busso, Vinchiaturo e Guardiaregia. I paesi situati in questa zona sarebbero stati totalmente distrutti e vi sarebbero state oltre tremila vittime, su un totale complessivo che è stato stimato essere oltre le cinquemila unità.
Il terremoto era stato preceduto il mattino e la sera del 25 luglio da piccole scosse, che si trascinarono in uno sciame sismico continuo, di bassa frequenza. La scossa maggiore, stimata oltre il 6 grado della scala Richter, si verificò circa due ore dopo il tramonto, ossia attorno alle ore 22.00 del 26 luglio, con una durata di ben 45 secondi. 

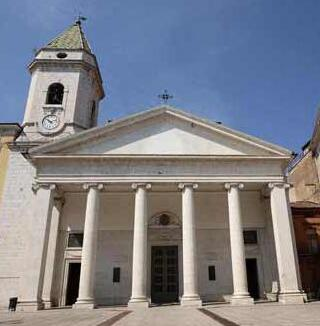
La cattedrale di Campobasso, nella ricostruzione dopo il 1805

Il terremoto sarebbe stato percepito in buona parte dell'Italia centrale e meridionale. A Chieti i cittadini posero un'iscrizione nella chiesa della Santissima Trinità in ricordo dello scampato pericolo. 

## Le zone colpite
Secondo le informazioni raccolte da Mario Baratta, i comuni più gravemente colpiti furono Baranello, Boiano, Busso, Campochiaro, Cantalupo nel Sannio, Carpinone, Casalciprano, Frosolone, Guardiaregia, Colle d'Anchise, Macchiagodena, Mirabello Sannitico, Castelpetroso, Sant'Elena Sannita, San Giuliano del Sannio, Santa Maria del Molise, San Massimo, San Polo Matese, Spinete, Vinchiaturo.
in particolare, Baratta offre le seguenti cifre:
| comune                      | abitanti | morti | feriti |
| --------------------------- | -------- | ----- | ------ |
| Baranello                   | 2413     | 296   | 204    |
| Boiano                      | 3433     | 124   | -      |
| Busso                       | 1400     | 70    | 83     |
| Cameli (Sant'Elena Sannita) | 1251     | 55    | 25     |
| Campochiaro                 | 1384     | ?     | -      |
| Cantalupo nel Sannio        | 1958     | 220   | 42     |
| Carpinone                   | 2000     | 50    | 49     |
| Casalciprano                | 1300     | 186   | 30     |
| Frosolone                   | 4000     | 1000  | 46     |
| Guardiaregia                | 1593     | 202   | 40     |
| Colle d'Anchise             | 1156     | 50    | 30     |
| Macchiagodena               | 2084     | 193   | 11     |
| Mirabello Sannitico         | 1940     | 352   | 31     |
| Castelpetroso               | 2000     | 57    | 40     |
| San Massimo                 | 1273     | 41    | 54     |
| San Polo Matese             | 1080     | 128   | 20     |
| San Giuliano del Sannio     | 1804     | 92    | 90     |
| Spinete                     | 1948     | 300   | 10     |
| Vinchiaturo                 | 3000     | 305   | 214    |

Bisogna tuttavia tener presente che tali bilanci in molti casi si basavano su informazioni sommarie o di seconda mano e risultano, pertanto, non sempre attendibili. Sembra che per la particolarità dell'impianto urbanistico dei centri urbani dell'epoca, generalmente costituiti da un nucleo più antico posto sulla sommità di un rilievo roccioso, sia stata la parte bassa di ciascun paese, più recente, a essere stata maggiormente danneggiata. Il centro abitato di Castropignano, ad esempio, per la sua collocazione su uno sperone roccioso, sarebbe rimasto pressoché illeso.
A Bojano, ai piedi del massiccio del Matese, la parte bassa del paese crollò in gran parte, mentre fu relativamente meno danneggiata la parte alta, dove comunque le case divennero quasi tutte inabitabili. Si tratta di Civita Superiore, il villaggio medievale sorto accanto alla fortificazione medievale del castello, che fu sì danneggiato con il crollo delle torri, ma che non collassò. Furono danneggiati il palazzo vescovile, il seminario, il monastero, la cattedrale di San Bartolomeo, e tutte le dodici chiese del paese. 
A Campobasso crollò circa un terzo degli edifici e la maggior parte dei rimanenti furono inabitabili; ciononostante, le vittime sarebbero state soltanto 39. Gravemente colpito fu il patrimonio architettonico: la cattedrale della Santissima Trinità rovinò completamente a terra; la chiesa di Santa Maria Maggiore fu lesionata, gravemente danneggiati la chiesa e il convento di Santa Maria delle Grazie e quello di Santa Maria della Libera. La parte più alta del borgo, dove troneggia il Castello Monforte, non subì particolari lesioni, e nemmeno le due chiese di Santa Maria delle Grazie e di San Giorgio Martire. Qualche anno dopo, con la discesa di Gioacchino Murat in Italia, riavverrà la costruzione totale del nuovo borgo di Campobasso, più a valle, detto appunto "borgo murattiano".
Isernia vide la distruzione completa di oltre un terzo delle abitazioni; i morti furono circa un migliaio su circa 6000 anime. Lesionata fu la cattedrale di San Pietro Apostolo con il crollo della parte superiore del campanile. Particolarmente colpito fu il convento di Santa Maria delle Monache, che si trascinò in un lungo periodo di decadenza, fino alla soppressione e alla trasformazione in biblioteca.
Si ebbero danni anche a Salerno, Aversa, Pozzuoli, Napoli, Melfi e San Severo. Stando alle testimonianze dell'epoca, la scossa avrebbe prodotto un maremoto nel Mar Tirreno.
Invece Jelsi (un piccolo paese della provincia di Campobasso) fu, secondo la tradizione, uno tra i centri molisani meno colpiti dal terremoto. Per ringraziare la santa di tale miracolo, gli abitanti ogni anno celebrano la festa del grano in ricordo del terremoto, addobbando dei carri con paglia e grano, da far sfilare per tutto il paese.